# Crypsityla confusaria
Crypsityla confusaria är en fjärilsart som beskrevs av Louis Beethoven Prout 1934. Crypsityla confusaria ingår i släktet Crypsityla och familjen mätare. Inga underarter finns listade i Catalogue of Life.